# Royal Victoria Dock
Koordinaten: 51° 30′ 22,6″ N, 0° 1′ 41,4″ O

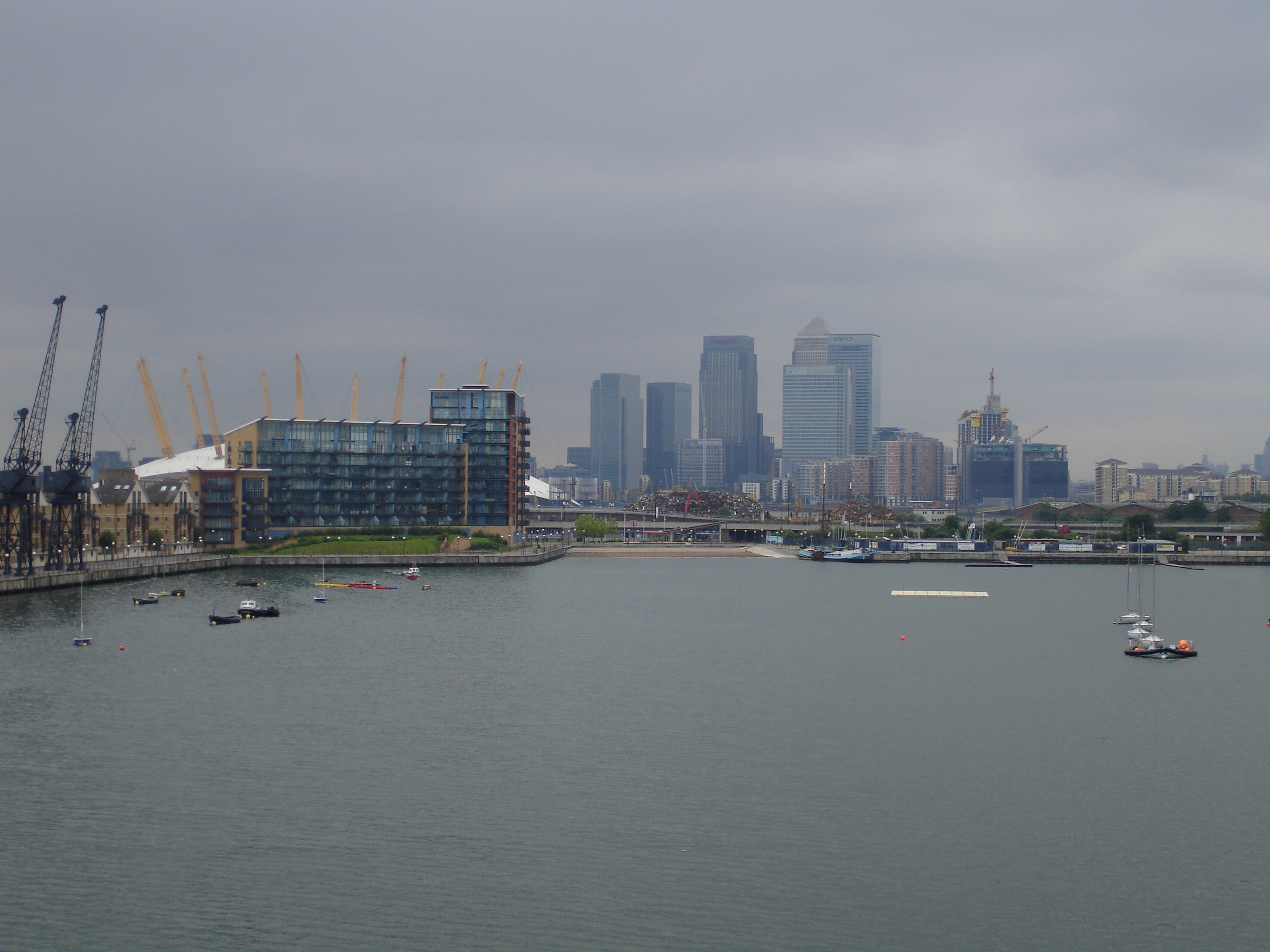
Blick nach Westen Richtung Canary Wharf

Das Royal Victoria Dock ist das größte von drei Hafenbecken der Royal Docks im Londoner Eastend und gehört heute zu den Docklands.

## Geschichte
Es wurde 1855 auf einem vorher unbebauten Gelände der Plaistow Marshes eröffnet und war das erste der Royal Docks und das erste Hafenbecken in London, das für die Aufnahme großer Dampfschiffe ausgelegt war. Als erstes Hafenbecken war es mit hydraulisch betätigten Schleusen ausgestattet und war das erste, das über einen Eisenbahnanschluss (heute North London Line) verfügte. Es bestand aus dem großen Hafenbecken und einem kleinen Ein- und Ausfahrtsbasin auf der Westseite des Komplexes, das die Zufahrt zur Themse vermittelte. Das Hafenbecken besaß vier Piers, jeder davon 152 m lang und 43 m breit, auf denen zweistöckige Lagerhäuser gebaut wurden. Weitere Lagerhäuser, Getreidesilos, Schuppen und Lagergebäude waren um das Hafenbecken angeordnet, das eine Kailänge von 3,6 km hatte.

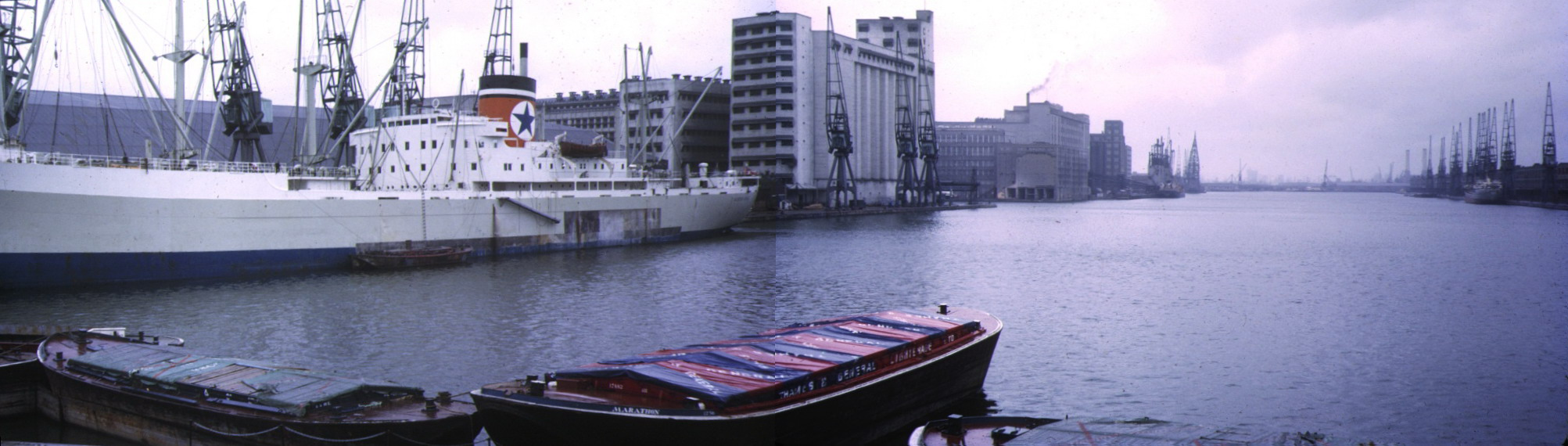
Blick von der Connaught Road – Hängebrücke nach Westen (1973)

Das Hafenbecken war sofort wirtschaftlich erfolgreich, weil es allen Schiffen mit Ausnahme der allergrößten Dampfschiffe Liegeplätze bot. 1860 nahm es bereits eine Jahrestonnage von 850.000 t. auf; das war doppelt so viel wie die der London Docks, viermal so viel wie die der St. Katharine Docks und 70 % mehr als die Tonnage der West India Docks und East India Docks zusammen. Durch deutsche Bomben wurde es im Zweiten Weltkrieg stark beschädigt, aber anschließend wieder repariert. Ab 1960 aber hatte das Royal Victoria Dock – wie alle Londoner Hafenanlagen – einen starken Rückgang des Schiffsverkehrs zu verzeichnen, da die Schifffahrt auf Containerfrachter setzte und daher die Liegeplätze themseabwärts nach Tilbury verlegt wurden. Schließlich wurde auch das Royal Victoria Dock zusammen mit den anderen Royal Docks 1980 für den Handelsschiffverkehr geschlossen.

## Destination Docklands

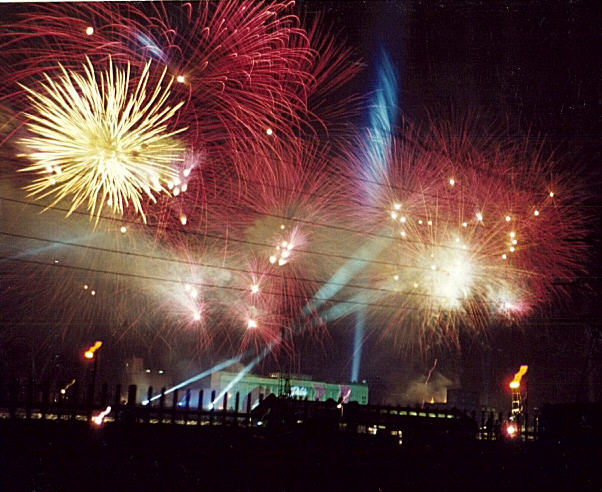
Das Hafenbecken während des Destination-Docklands-Konzertes von Jean Michel Jarre. Eine grüne Projektion ist auf der Fassade der Spiller Mill sichtbar.

Überraschenderweise wählte der französische Elektronikmusiker Jean Michel Jarre das damals schon aufgelassene Gelände 1988 für eines seiner Megakonzerte, das später Destination Docklands genannt wurde. Das Gelände hat ihn dazu inspiriert, das Album Revolutions speziell für diese Veranstaltung zu schreiben.
Die Show sollte die Geschichte des Gebietes zeigen, die von der industriellen Revolution über die Swinging Sixties (dargestellt durch einen Auftritt von Hank Marvin) bis zur späteren Regeneration des Geländes führte. Dies war das größte Konzert im Vereinigten Königreich, bis dahin und auch bis heute. Es wurden eine große Menge Feuerwerk und Suchscheinwerfer aus dem Zweiten Weltkrieg eingesetzt; große Gebäude dienten während der gesamten Show als Projektionsfläche. Der größte Teil der Zuhörerschaft hielt sich auf dem Brachgelände auf, auf dem heute das ExCeL Exhibition Centre steht.
Ursprünglich war die Show als eine Veranstaltung geplant, die am 24. September 1988 stattfinden sollte, aber Jarre und seine Mitarbeiter stritten laufend mit der Stadtteilverwaltung von Newham und der Londoner Feuerwehr über logistische und Sicherheitsaspekte. Obwohl die Veranstalter sich zwischenzeitlich um andere Möglichkeiten bemühten, erzielte man dennoch einen Kompromiss, indem man das Konzert in zwei Veranstaltungen teilte. Diese Konzerte fanden am 8. und 9. Oktober 1988 statt. Während des Aufbaus und der Veranstaltungen war das Wetter sehr regnerisch. Das erste Konzert fand gerade noch bei fast trockenem Wetter statt, das zweite aber bei heftigem Regen.
Die schwimmende Bühne war extra für die Veranstaltungen gebaut worden und bestand aus mehreren Barken aus Nordengland, die zusammengeschweißt waren und so Jarres „Kriegsschiff“ darstellten. Die Show hatte ungefähr 200.000 Zuschauer ohne die an den Fernsehschirmen, die sie als Livesendung auf BBC Radio 1 verfolgten.
Während des Konzertes wurden Zeichnungen der späteren Umbauarbeiten an den Royal Docks gezeigt und auch einige Projektionen an den Häuserfassaden befassten sich mit diesem Thema.
Es wurde unter der Leitung von Mike Mansfield ein VHS-Video der Veranstaltung erstellt, das aber noch nicht auf DVD herausgekommen ist.

## Das Hafenbecken heute

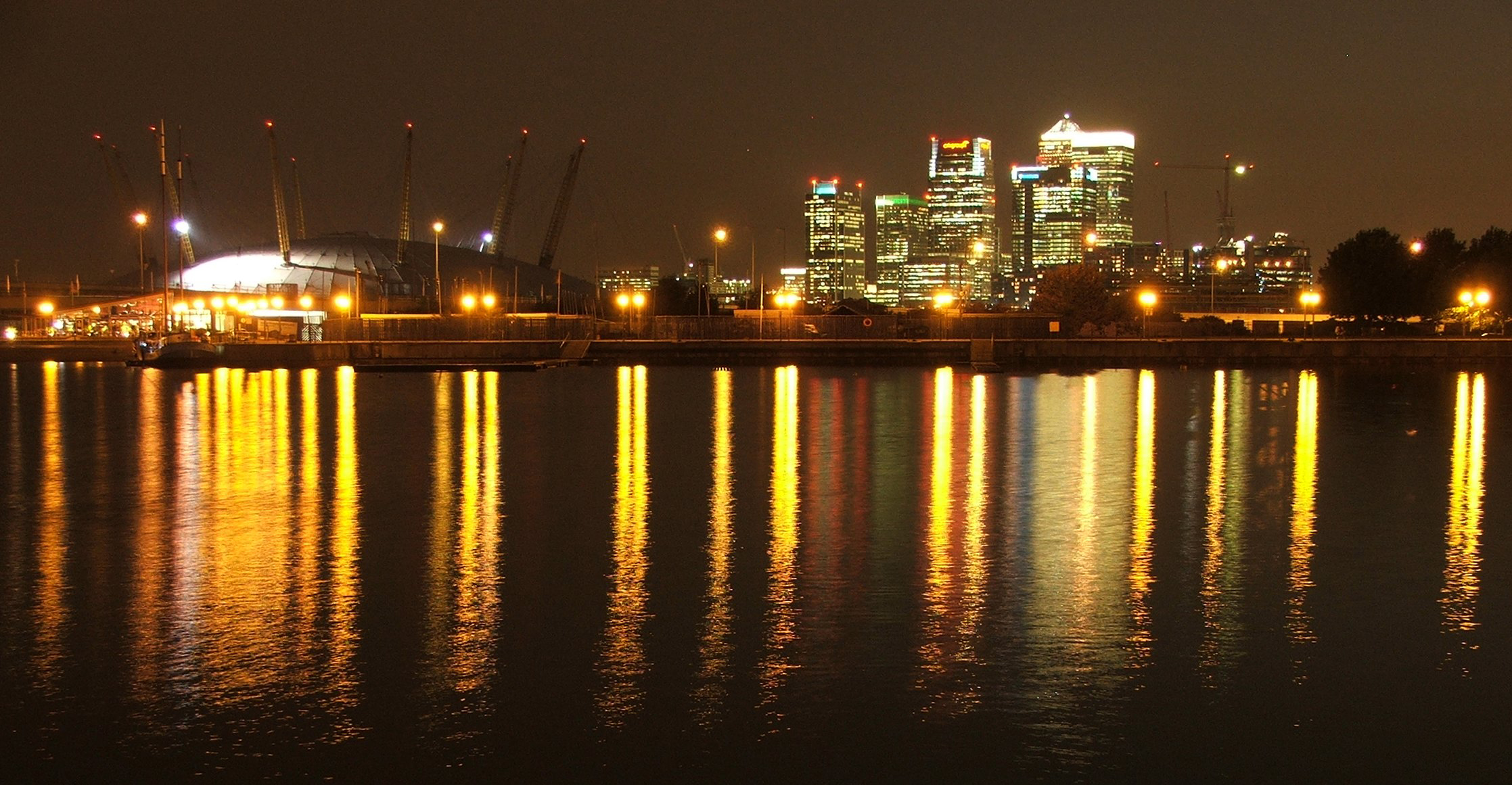
Der Millennium Dome und die Canary Wharf vom Royal Victoria Dock aus

Das Royal Victoria Dock wurde unter der Ägide der London Docklands Development Corporation (LDDC) erheblich umgebaut. Das Hafenbecken selbst gibt es noch und es ist auch für Schiffe zugänglich, aber die westliche Zufahrt wurde aufgefüllt und es wird heute hauptsächlich für Wassersport genutzt. Seine Verkehrsanbindung wurde durch Straßen und die Docklands Light Railway an Nord- und Südseite deutlich verbessert.
Die meisten ursprünglichen Lagerhäuser wurden abgebrochen, aber die historischen Lagerhäuser K – S und W aus dem 19. Jahrhundert wurden erhalten.
Das ExCeL Exhibition Centre, das auf der Nordseite gebaut und im November 2000 eröffnet wurde, und die benachbarte Royal Victoria Dock Bridge dominieren heute das Hafenbecken. Die Lage des ExCeL am Wasser ist bei der Ausrichtung der London Boat Show ein großer Vorteil, da die teilnehmenden Schiffe entlang des Ausstellungszentrums ankern können.
Auf der Südseite des Hafenbeckens liegt das Britannia Village. Das prämierte Wohngebiet mit einer Fußgängerhochbrücke wurde von der LDDC geplant und von Wimpey Homes, dem Peabody Trust und der East Thames Housing Group 1994–2000 ausgeführt. Phase 2 des Projektes bleibt der Nachfolgeorganisation der LDDC überlassen. Sie besteht aus Gebäuden rund um das Pontoon Dock mit einem Stadtteilzentrum und Mischgebieten für Geschäftsbauten, Ladengeschäften, Freizeiteinrichtungen und über 700 neuen Wohnhäusern. Sie liegt nun in den Händen der London Development Agency (LDA), nennt sich Silvertown Quays und beinhaltet auch die Restaurierung der verbleibenden Mühlen an den Kais und ein Aquarium. Das Britannia Village hat seine eigene Verwaltung.

## Veranstaltungen
Am 15. August 2009 fand in diesem Hafenbecken der Great London Swim, eine Massenschwimmveranstaltung über eine Distanz von 1 Meile (1,609 km) statt.

## Fotos

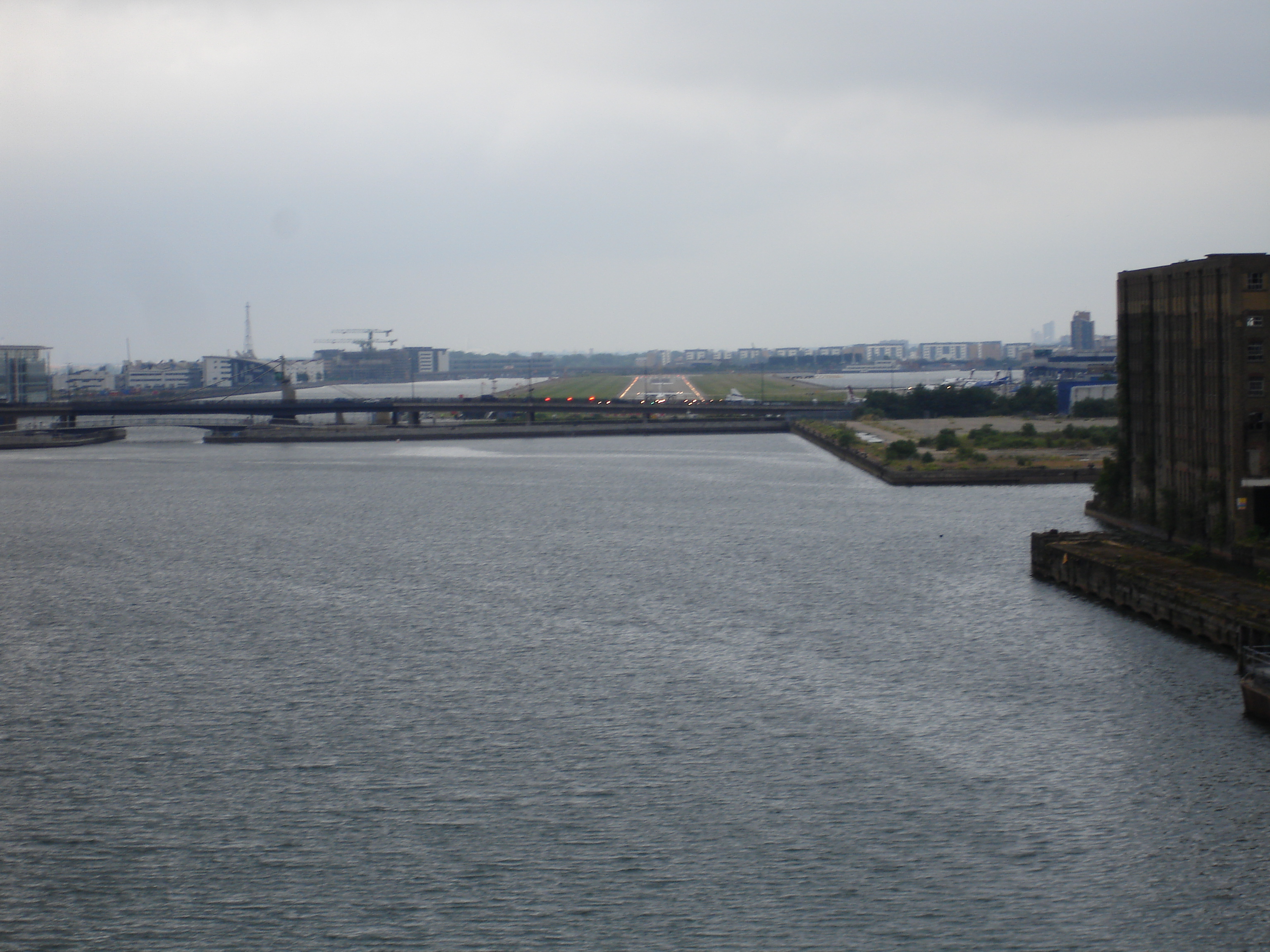
Blick nach Osten zum Flughafen London City
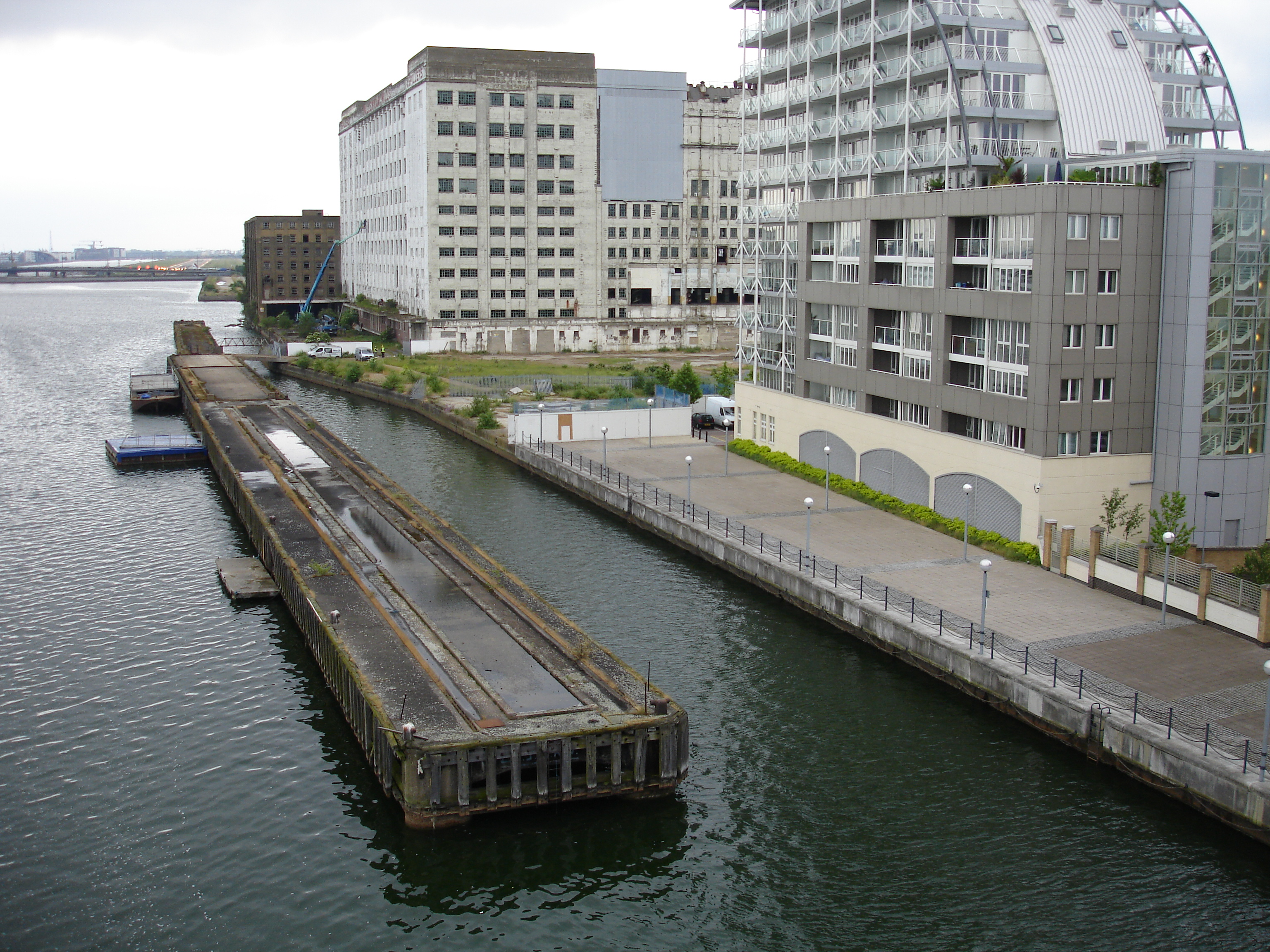
Blick nach Süden: Etliche restaurierte Gebäude, aber die Spillers Mills noch in ursprünglichem Zustand
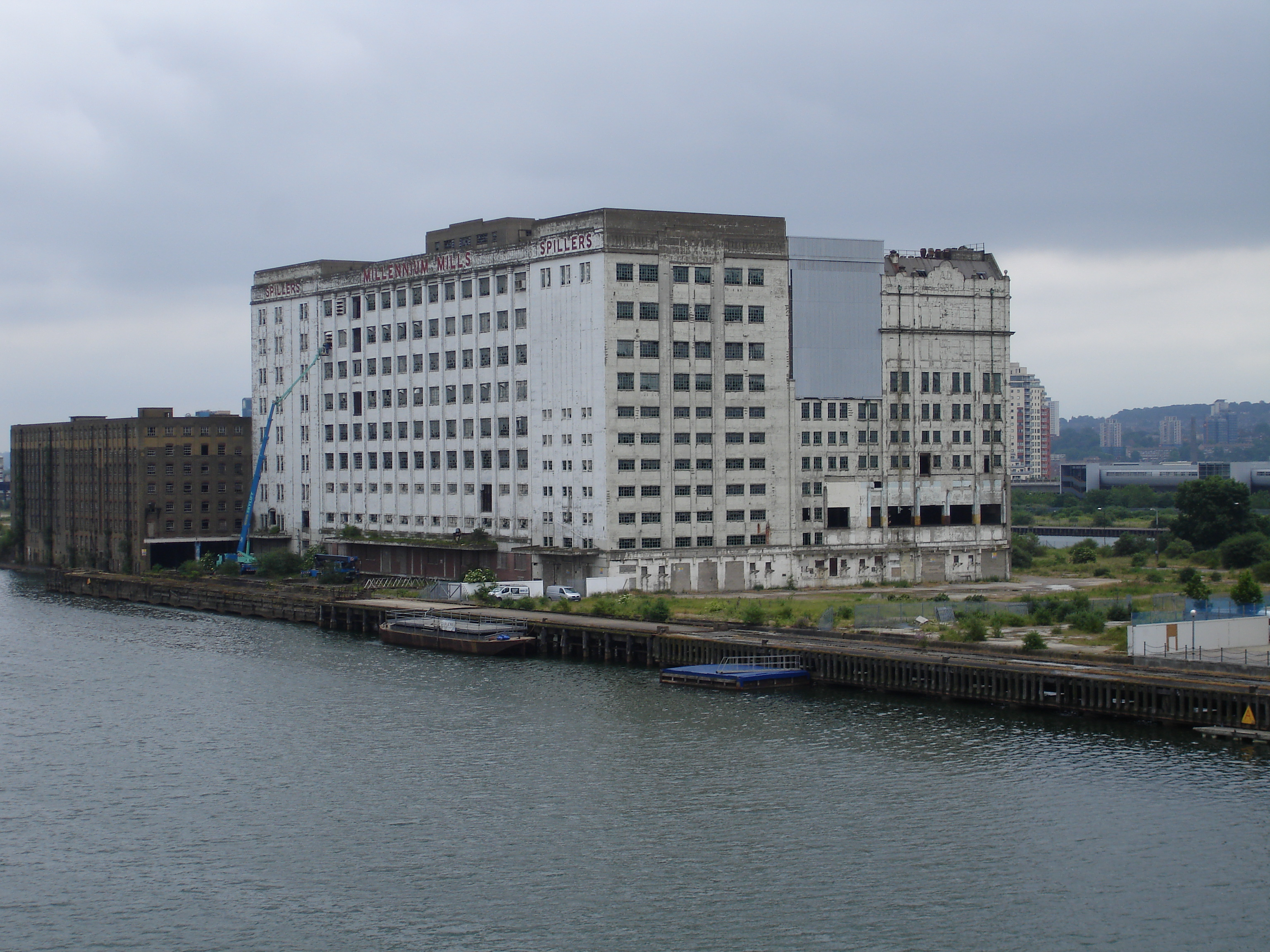
Spillers Mills im Süden
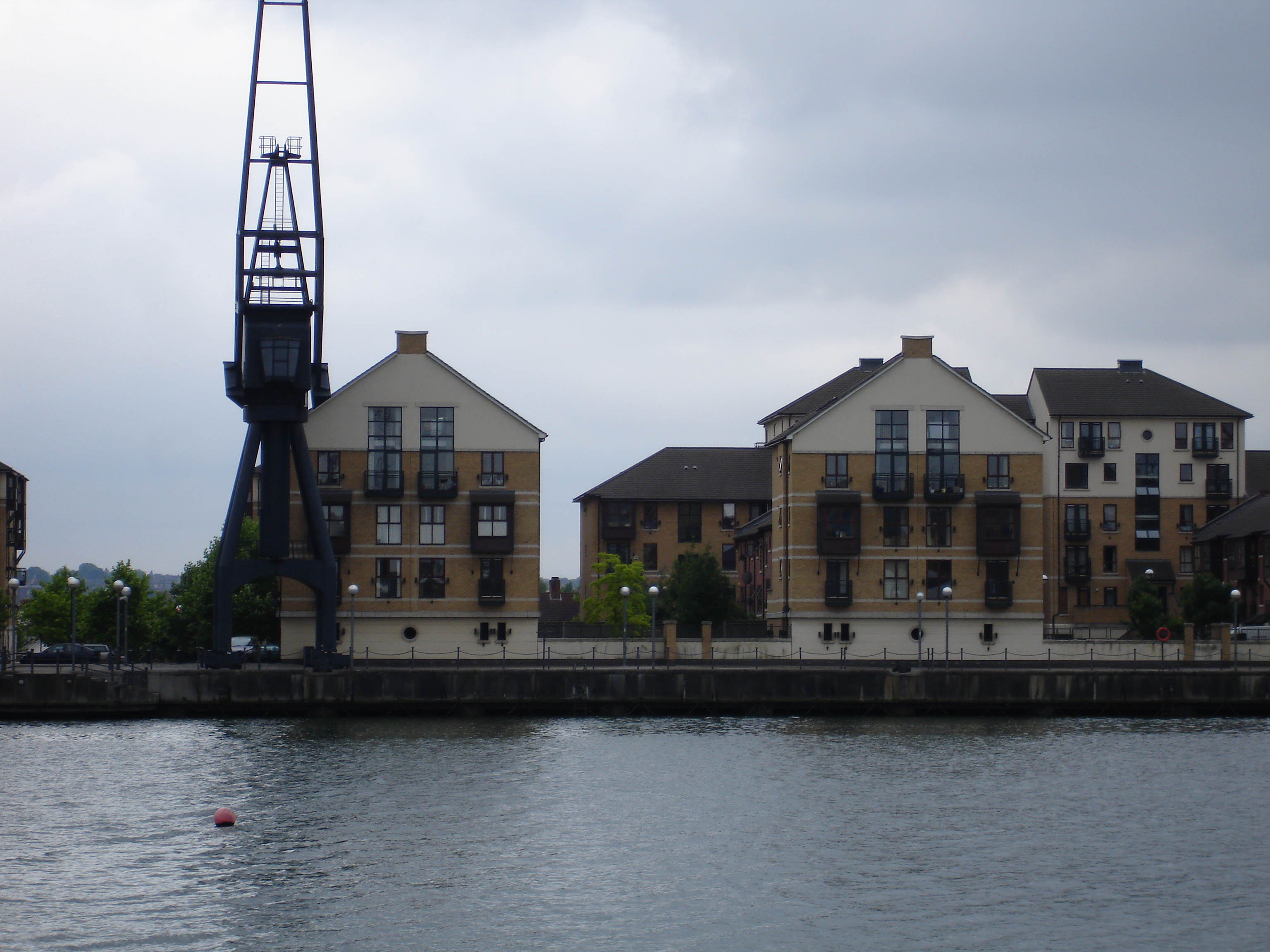
Blick nach Süden: Etliche neue Gebäude und alte Kräne als Erinnerung an die Vergangenheit